# Campionati mondiali juniores di pattinaggio di figura 2011
I Campionati mondiali juniores di pattinaggio di figura 2011 si sono svolti a Gangneung, in Corea del Sud, dal 28 febbraio al 6 marzo. È stata la 36ª edizione del torneo, organizzato dalla International Skating Union.

## Podi
| Evento              | Oro                               | Argento                               | Bronzo                           |
| Singolare maschile  | Andrej Rogozin                    | Keiji Tanaka                          | Alexander Majorov                |
| Singolare femminile | Adelina Sotnikova                 | Elizaveta Tuktamyševa                 | Agnes Zawadzki                   |
| Coppie              | Sui Wenjing / Han Cong            | Ksenija Stolbova / Fëdor Klimov       | Narumi Takahashi / Mervin Tran   |
| Danza               | Ksenija Mon'ko / Kirill Chaljavin | Ekaterina Puškaš / Jonathan Guerreiro | Charlotte Lichtman / Dean Copely |